# Janusz Żbik
Janusz Żbik (ur. 28 czerwca 1953 w Krakowie) – polski architekt, samorządowiec i urzędnik państwowy, w latach 2011–2014 podsekretarz stanu w resortach związanych z infrastrukturą.

## Życiorys
Absolwent Wydziału Architektury Politechniki Krakowskiej (1981). W latach 1981–1984 pracował w Biurze Projektów Budownictwa Komunalnego w Krakowie. Od 1984 do 1991 był zatrudniony w administracji publicznej, pełniąc m.in. funkcję architekta miasta i gminy Krzeszowice. Był wiceprzewodniczącym rady miasta i gminy Krzeszowice oraz członkiem zarządu powiatu krakowskiego i członkiem rady tego powiatu. Prowadził własne biuro projektowe, w 2003 został powołany na stanowisko wojewódzkiego inspektora nadzoru budowlanego w Krakowie. W 2009 jako bezpartyjny kandydat bez powodzenia kandydował do Parlamentu Europejskiego z listy PSL.
1 maja 2011 powołany na stanowisko podsekretarza stanu w Ministerstwie Infrastruktury, 23 listopada 2011 przeszedł na tożsame stanowisko w nowo powołanym Ministerstwie Transportu, Budownictwa i Gospodarki Morskiej. W październiku 2012 został zastępcą przewodniczącego Komisji Kodyfikacyjnej Prawa Budowlanego. 28 listopada 2013 został podsekretarzem stanu w Ministerstwie Infrastruktury i Rozwoju, zakończył urzędowanie 18 grudnia 2014.
Odznaczony Złotym Medalem za Długoletnią Służbę.